# Gerhard Jäger (Linguist)
Gerhard Jäger (* 18. April 1967 in Jena) ist ein deutscher Sprachwissenschaftler und Hochschullehrer an der Eberhard Karls Universität Tübingen. Zu seinen Forschungsschwerpunkten gehört die mathematisch-statistisch fundierte phylogenetische Linguistik, die sich mit der Entwicklung der Sprachfamilien aus ihren rekonstruierten Anfängen bis zu den rezenten Sprachen zur Entwicklung familienübergreifender Modelle beschäftigt. Hierzu dienen ihm und seinen Arbeitsgruppen Agentenbasierte Modellierungen.

## Leben und Wirken
Nach seinem Abitur in Schmalkalden begann Jäger von 1987 bis 1992 die Fächer Theoretische Linguistik, Germanistik und Logik an den Universitäten in Leipzig und Düsseldorf zu studieren. Im Jahre 1992 beendete er in Düsseldorf mit einem Masterabschluss in theoretischer Linguistik sein Studium. Es folgte ein Promotionsstudium von 1992 bis 1995 in der „Arbeitsgruppe Strukturelle Grammatik“  in der Max-Planck-Gesellschaft in Berlin bei Manfred Bierwisch, die Jäger 1996 mit seiner Promotion zum doctor philosophiae durch die Humboldt-Universität zu Berlin beendete.
In seiner Promotionsphase folgten Studienaufenthalte von Dezember 1995 bis August 1997 als postdoctoral fellow an der Universität in München und von September 1997 bis Oktober 1998 ebenfalls als postdoctoral fellow am Institute for Research in Cognitive Science an der University of Pennsylvania in den Vereinigten Staaten von Amerika. Von November 1998 bis Oktober 2000 ging er ans Leibniz-Zentrum Allgemeine Sprachwissenschaft in Berlin zurück. Im Jahre 2002 habilitierte er sich an der Humboldt-Universität.
Eines seiner Forschungsgebiete ist die vergleichende Sprachwissenschaft und die Rekonstruktion sprachhistorischer Verwandtschaftsbeziehungen einzelner Sprachfamilien. In diesen Disziplinen arbeitete Jäger mit den Paläoanthropologen Katerina Harvati und Hugo Reyes-Centeno zusammen. Für ihre Studie untersuchten sie 265 Schädelfunde aus Afrika, Asien und Ozeanien sowie den Wortschatz von über 800 in diesen Regionen gesprochenen Sprachen und Dialekten.
Unter anderem konnte die Studie zeigen, dass die sprachliche Verwandtschaft vor allem mit der Morphologie der Gesichtsschädel in Verbindung gebracht werden kann, deren Form und Gestalt quantitativ erfasst wurden. Jägers, Harvatis und Reyes-Centenos These war, dass die durchschnittliche Ähnlichkeit zwischen Populationen sowohl im Hinblick auf sprachliche wie auch biologische Merkmale mit der geografischen Entfernung abnehmen müsste. Des Weiteren wurde die These aufgestellt, dass sich Populationen mit einer sprachlichen Ähnlichkeit tendenziell auch in ihren biologischen Merkmalen ähnlich sind. Wenn diese Korrelationen auch zwischen Populationen bestehen, die sich vor mehr als 10.000 Jahren aufgeteilt hatten und die sich dann unterschiedlich weiterentwickelten, könnte damit auch bewiesen werden, dass Sprachen historische Merkmale konservierten.

## Schriften
- Bibliografie (sfs.uni-tuebingen.de)
- Wie die Bioinformatik hilft, Sprachgeschichte zu rekonstruieren. Universität Tübingen Swedish Collegium for Advanced Study, Seminar für Sprachwissenschaft (sfs.uni-tuebingen.de)
- The evolution of language families is shaped by the environment beyond neutral drift. In: Nature human behaviour. Band 2, Nr. 11, 5. November 2018, S. 816–821.
- Computational historical linguistics. University of Tübingen, Institute of Linguistics (arxiv.org)
- Lexikostatistik 2.0. In: Albrecht Plewnia, Andreas Witt (Hrsg.): Sprachverfall? Dynamik – Wandel – Variation. Jahrbuch des Instituts für Deutsche Sprache 2013, De Gruyter, Berlin / Boston 2014, ISBN 978-3-11-037474-2, S. 197–216. (ids-pub.bsz-bw.de)